# غده پرآرایی

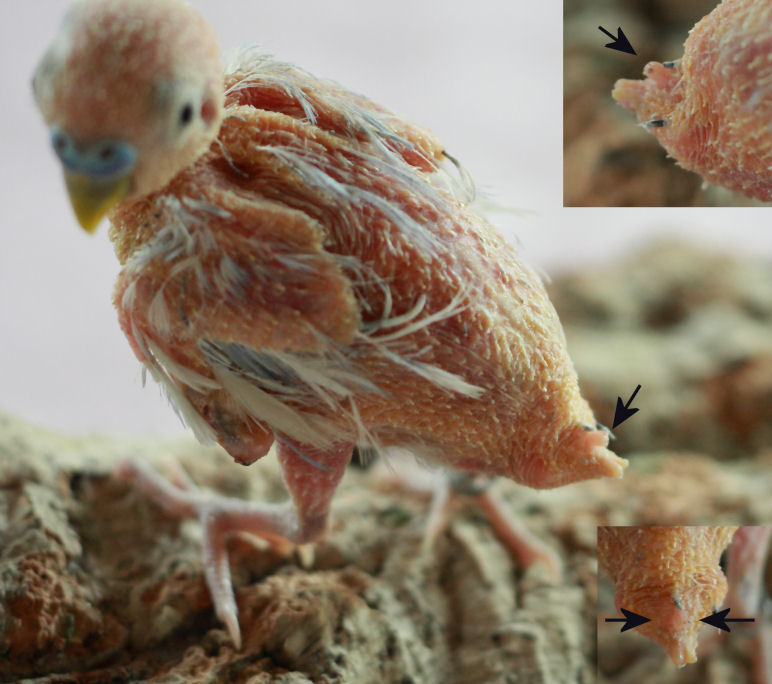
محل غده پرآرایی در تصویر این مرغ عشق با فلش نشان داده شده است.

غده پَرآرایی (انگلیسی: preen gland) یک غده متشکل از بافت چربی و ترشح‌کننده چربی در محل ریشه دم اغلب پرندگان است. با ترشح چربی از این غده، پرندگان، به ویژه پرندگان آبزی با آغشته کردن منقار خود به چربی مترشحه از این غده آن را به پَرهای تمام بدن مالیده و ضمن آراستن، آنها را ضدّ آب می‌کنند. این غده عمل ضد نرمی استخوان (راشیتیسم) را نیز به عهده دارد.
در پرندگان آبزی (اردک، غاز، قو و غیره) این غده فعال‌تر و پُر رشدتر است.
نام‌های دیگر این غده عبارتند از غده دُم‌کفلی (Uropygial gland) و غده چربی (oil gland).